# スマイル (ローラ・ニーロのアルバム)
| 専門評論家によるレビュー | 専門評論家によるレビュー |
| レビュー・スコア         | レビュー・スコア         |
| 出典                     | 評価                     |
| ------------------------ | ------------------------ |
| オールミュージック       | link                     |
| Christgau's Record Guide | B–                       |
| ローリング・ストーン     | (mixed) link             |

『スマイル』（Smile）は、ニューヨーク出身のシンガー、ソングライター、ピアニストであるローラ・ニーロによる6枚目のアルバムであり、1976年の初めにリリースされた。音楽業界から離れて居た4年間に結婚と離婚を経験し、スポットライトから離れて暮らしていた。アルバムは母親に捧げられている。
『スマイル』の音楽はスムースなジャズ - ポップとなっている。また、『イーライと13番目の懺悔』(1968年)でともに作業したプロデューサー兼アレンジャーのチャーリー・カレロと再びコンビを組んでいる。
『スマイル』ではニーロが東洋の伝統的な楽器と歌詞における暗喩によって中国文化を探求していることが（特にマイルドな論争となった「Children of the Junks」において）見受けられる。それ以外にも音楽業界への反発（「Money」）や、メディアのまぶしさから離れて彼女の新しいのんびりしたライフスタイルを歌っている。
彼女の長い不在にもかかわらず、コロムビア・レコードはニーロと再契約し、このアルバムはヒットチャート上での小さな成功を収め、1976年のビルボード 200では60位につけた。1976年に彼女の最初のフルバンド・ツアーを実施し、ツアーの録音からライブ・アルバム『光の季節』がリリースされた。

## 概要
ニーロは1966年から1971年にかけて創造性を爆発させ、好評を得た5枚のアルバムと40曲以上のオリジナル曲を録音した後に脚光を浴びながらも愛情生活に惹きつけられるように引退した。
つむじ風のようなロマンスを経て、1972年にベトナム戦争の復員兵デヴィッド・ビアンキと結婚し、その後の3年間をマサチューセッツ州の小さな町で共に過ごした。3年の経過後、結婚生活は終わりを迎えたが、その間に5枚のアルバムを生み出した都市生活とは対照的な田舎暮らしに慣れ親しんだ。
1975年にビアンキと別れるとともに、49歳の母親ギルダを卵巣癌で亡くしたことで精神的なトラウマを負うことになった。ローラ自身も20年後に母親と同じ年齢で同じ病に倒れることになる。
この年、『イーライと13番目の懺悔』を共同プロデュースしたチャーリー・カレロとともに新しいアルバムをレコーディングすることに慰めを見出した。
音楽的には、『スマイル』からニーロの残りのキャリアのスタジオ・アルバムに見られる「穏やかな時期 (mellow period)」が始まった。この時期、ニーロは様々なエキゾチックな楽器や編曲に魅了されていた。特にタイトルトラックでは中国音楽との深い関わり合いが探求されている。
「Children of the Junks」や「I am the Blues」などのいくつかの楽曲は1971年と1972年に書かれてコンサートで歌っていたものであり、後にこのアルバムに収められた。

## 収録曲
示されている場合を除き、すべてのトラックはローラ・ニーロによる。 
1. セクシー・ママ - "Sexy Mama"（アル・グッドマン、シルヴィア・ロビンソン、ハリー・レイ） - 2:41
2. ジャンクの子供たち - "Children of the Junks" - 2:49
3. マネー - "Money" - 4:59
4. 私はブルース - "I am the Blues" - 5:44
5. 嵐の恋 - "Stormy Love" - 4:29
6. ネコの歌 - "The Cat Song" - 2:34
7. ミドナイト・ブルー - "Midnite Blue" - 3:05
8. スマイル - "Smile" - 5:36

### 日本リマスター盤・ボーナストラック
1. サムワン・ラヴズ・ユー - "Someone Loves You"（デモ）
2. ゲット・ミ―・マイ・キャップ - "Get Me My Cap"（デモ）
3. コーヒー・モーニング - "Coffee Morning"（デモ）

## パーソネル
- ローラ・ニーロ - ボーカル、ピアノ、ギター、ウッドブロック
- ジョン・トロペイ、ヒュー・マクラッケン、ジョー・ベック、ジェフ・ミロノフ、ジェリー・フリードマン、グレッグ・ベネット - ギター
- ウィル・リー、リチャード・デイヴィス、ボブ・バビット - ベース
- クリス・パーカー、アラン・シュワルツバーグ、リック・マロッタ - ドラムス
- ジミー・メーレン - タンバリン、ウッドブロック
- ニディア・マータ、カーター・CC・コリンズ - コンガ
- ルーベンス・バッシーニ - シェーカー
- デヴィッド・フリードマン - ヴィブラフォン
- ジョー・ファレル、マイケル・ブレッカー、ジョージ・ヤング - サクソフォーン
- ランディ・ブレッカー - トランペット
- ポール・メッシング - トライアングル
- ニサコ・ヨシダ、レイコ・カモタ - 琴

テクニカル
- ドン・パルス、ティム・ジーラン - エンジニア
- ジェイ・メッシーナ、ルー・ワックスマン、スタントン・ケル - アシスタントエンジニア
- エド・リー - アートワーク
- パティ・ニューポート - 写真

## 参照資料
- Michele Kortの伝記Soul Picnic：The Music and Passion of Laura Nyro （ ISBN 0-312-20941-X    ）